# کسی زن برزنجیر
کسی زن برزنجیر یک ستاره است که در صورت فلکی آندرومدا قرار دارد.